# 五亿年按钮
五亿年按钮（ごおくねんボタン）是菅原壮太于2001年出版的短篇漫画，以及以此为基础的动画的通称。

## 概要

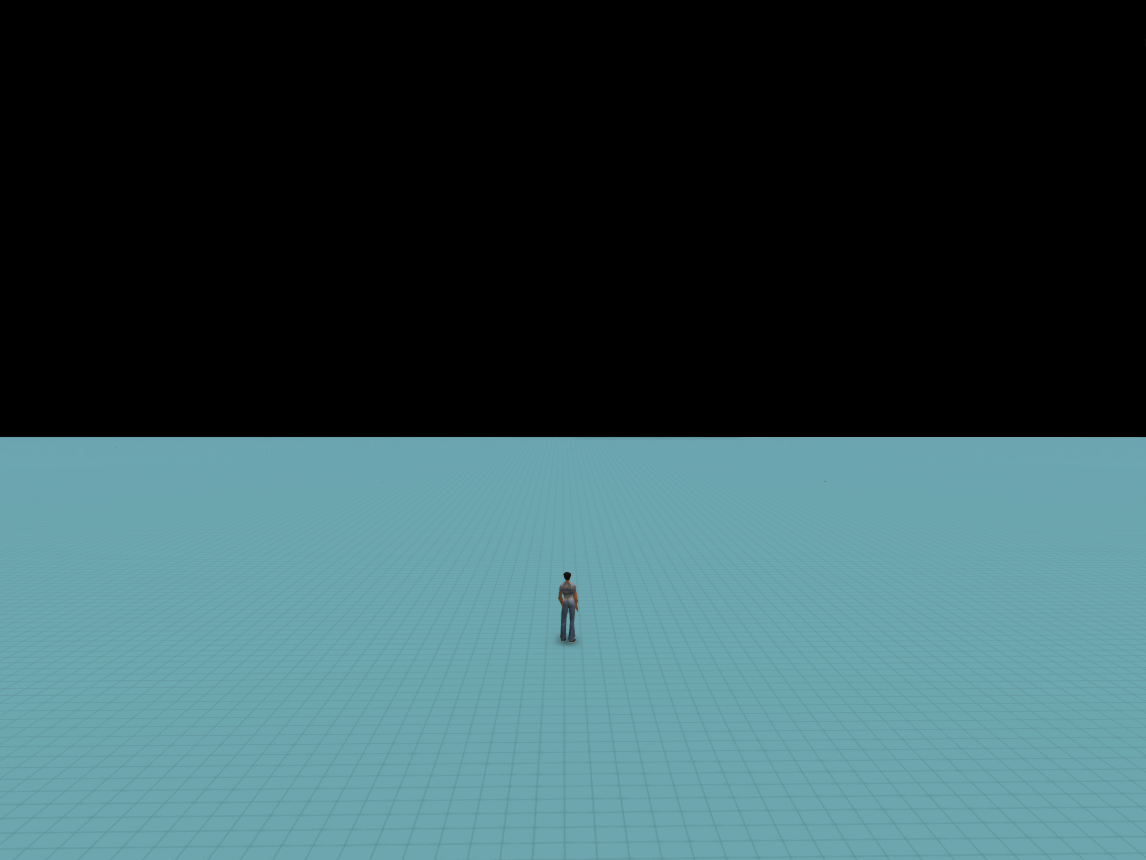
5亿年前的世界

因为无法支付住院中父亲的治疗费而走投无路，这时候5岁的托尼奥、14岁的贾伊美、17岁的苏内罗三姐弟遇到了井上博士，她向他们介绍了一项可疑的发明。
“5亿年按钮”，当按下这个按钮时，按下它的人的意识就会转移到另一个维度的空旷空间，在那里度过五亿年。5亿年后，按下它的人会回到原来的世界并获得100万日元，此时按下它的人的记忆会被抹去，所以对于按下它的人来说就是立即获得了100万日元。
2022年，菅原壮太将担任导演、编剧、美术指导，以“ 5億年按鈕【官方】～菅原壯太的超短篇～”为题制作动画 。

## 角色
托尼奥
声音 -野泽雅子
主角。 5岁，3个兄弟姐妹中最小的。他有着虚无主义的性格，总是在思考奇怪的事情。
佳依美
声音 -三森铃子
三兄弟的第二个女儿，14 岁，学园偶像和班长。她还担任偶像乐队“鼓膜破り”的偶像首位。
以胖虎和凉宫春日的形象塑造的意志坚强的角色 。
砂子
声音 - 大空直美 
三兄弟姐妹中的长女。17岁。在担任学生会长的同时，他也在幕后担任Vtuber。
一个不能成为主角的女孩，被塑造成一个容易获得观众同情的角色。
井上博士
声音 - 高野麻里佳 
将五亿年按钮等发明介绍给三个孩子。他被周围的人视为可疑人物。
以绫波玲、初音未来和心心之间的某个地方为目标而创建的角色 。
云子酱
声音 -三上诗织
从龙的粪便中诞生的妖精。
花酱
声音 - 羊宫妃那 
砂子的同学，富家小姐。
龙
声音 -火山太田

## 电视动画
于2022年7月15日起在TOKYO MX等以“ 5億年按鈕【官方】～菅原壯太的超短篇～ ”为名播出動畫 。旁白是银河万丈  。

## 主題歌
「TIME」
作詞・作曲是大沼パセリ、編曲为安宅秀紀。
「チクタクボーイ」
作詞・作曲是永井聖一。